# Elsa Erroyaux

Elsa Erroyaux est une comédienne belge, membre de la troupe qui interprète la comédie musicale satirique Sois Belge et tais-toi.

## Biographie

### Formation
Elsa Erroyaux suivit d'abord une formation d'ingénieur commercial. 
Ce n'est qu'ensuite qu'elle obtint son premier prix en art dramatique et déclamation au Conservatoire Royal de Mons.

### Carrière
La carrière artistique d'Elsa Erroyaux se partage entre le théâtre, la ligue d'impro professionnelle (dont elle a été membre durant plus de 4 ans) et le doublage de films.
Elle prête également sa voix à des spots publicitaires.
Elle touche le grand public avec le spectacle humoristique Sois Belge et tais-toi où elle incarne Laurette Onkelinx (vice-Première ministre socialiste), Carla Bruni, la Reine Paola, une soubrette de l'hôtel fréquenté par DSK ainsi que quelques personnages secondaires (une postière...).

#### Doublage
- 2021 : Maya l'abeille 3 : L'œuf d'or : ?